# Oberlandesgericht Hamm

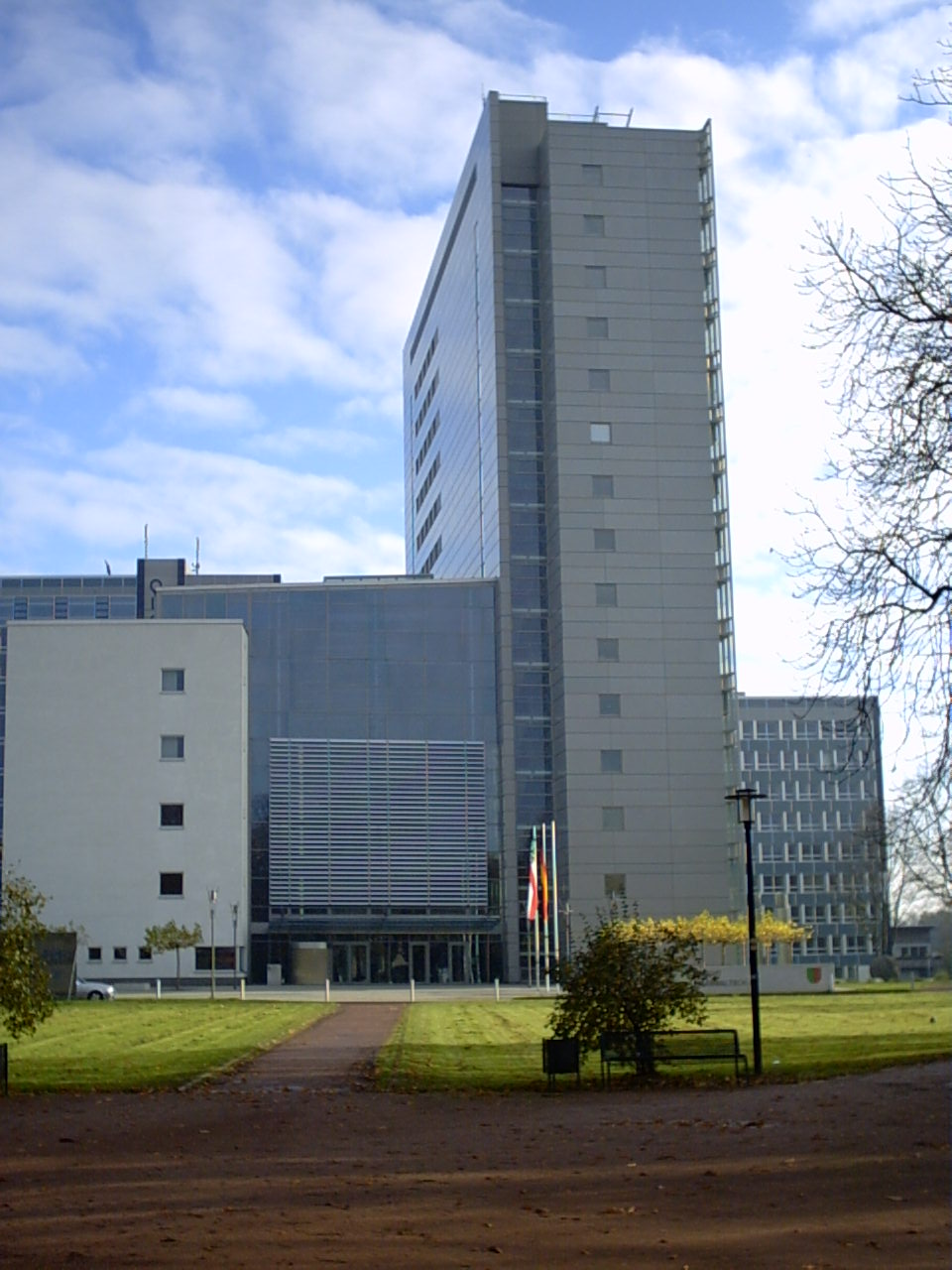
Gerichtsgebäude an der Heßlerstraße 2004 nach Abschluss des Umbaus

Das Oberlandesgericht Hamm ist eines der drei Oberlandesgerichte des Landes Nordrhein-Westfalen und mit seinen 48 Zivilsenaten, elf Senaten für Familiensachen, fünf Strafsenaten und derzeit (Stand: 23. Juli 2025) 979 Mitarbeitern – davon 243 Richter – das größte in Deutschland.

## Gerichtssitz und -bezirk
Das Gericht hat seinen Sitz in Hamm, Westfalen. In dem rund 21.600 km² großen Gerichtsbezirk leben fast neun Millionen Menschen. Zum Bezirk gehören zehn Landgerichte und 77 Amtsgerichte. Der Bezirk liegt überwiegend in Westfalen und Lippe (Westfalen-Lippe), lediglich der Bezirk des Landgerichts Essen befindet sich teilweise im Rheinland. Hamm ist das einzige verbliebene Oberlandesgericht für Westfalen seit der zum 1. Oktober 1879 in Kraft getretenen Reichsjustizreform. Im Bezirk des Oberlandesgerichts sind 13.213 Rechtsanwälte und Syndikusrechtsanwälte zugelassen (Stand: 1. Januar 2023).
Wie jedem deutschen Oberlandesgericht ist dem Oberlandesgericht Hamm der Bundesgerichtshof übergeordnet.
Nachgeordnet sind die Landgerichte Arnsberg, Bielefeld, Bochum, Detmold, Dortmund, Essen, Hagen, Münster, Paderborn und Siegen mit den diesen Gerichten nachgeordneten insgesamt 75 Amtsgerichten. Die Amtsgerichte Dortmund und Essen stellen eine Besonderheit dar, da sie als sogenannte Präsidialamtsgerichte aufgrund ihrer Größe organisationsrechtlich einem Landgericht gleichstehen und anstelle eines Direktors als Behördenleitung einen Präsidenten haben.
Zu den nachgeordneten Amtsgerichten gehört unter anderem das für die Oberlandesgerichtsbezirke Hamm und Düsseldorf zuständige zentrale Mahngericht, das Amtsgericht Hagen mit seiner zentralen Mahnabteilung.

## Geschichte

### Vor 1820
Die preußische Justizverwaltung verlegte im November 1815 die erst zu Beginn des Jahres in Emmerich eingerichtete Oberlandesgerichtskommission nach Kleve, das zuvor lange Jahre Sitz eines bedeutenden Hofgerichts gewesen war. Die Oberlandesgerichtskommission war zuständig für die rechtsrheinischen Gebiete des ehemaligen Herzogtums Kleve (mit den Städten Emmerich, Wesel, Dinslaken und Duisburg). Im Übrigen erstreckte sich ihr Bezirk auf die Gebiete der ehemaligen Grafschaft Mark (mit den Städten Bochum, Hagen und Hamm) sowie Essen, Werden, Limburg, Dortmund, Lippstadt, Broich und Recklinghausen. Aus der Kommission ging im März 1817 das Oberlandesgericht Kleve hervor.

### 1820 bis 1848
Die Kabinettsorder des preußischen Königs Friedrich Wilhelm III. vom 20. April 1820 ordnete an, das Oberlandesgericht zum 1. Juli 1820 von Kleve nach Hamm zu verlegen. Grund war u. a., dass Hamm, eine der ersten preußischen Besitzungen in Westfalen, nach 1815 nicht – wie zunächst vorgesehen – Sitz einer Bezirksregierung oder eines Oberlandesgerichts geworden war. Hierfür sollte die Stadt „entschädigt“ werden. Sie lag zudem – anders als Kleve – im damaligen Gerichtsbezirk. Dass der königlich angeordnete Umzug fristgerecht „vollzogen“ werden konnte, gilt als Verdienst des ersten Präsidenten des Oberlandesgerichts Hamm Friedrich Wilhelm Berthold von Rappard, der den Umzug zuvor als zweiter (Vize-)Präsident des Klever Oberlandesgerichts vorbereitet hatte. Als Gerichtsgebäude des Oberlandesgerichts in Hamm diente ein dem preußischen Staat gehörendes Geschäftsgebäude am Hammer Markt, in dem bis zur französischen Besetzung die preußische Kriegs- und Domänenkammer untergebracht war. Das Oberlandesgericht in Hamm war neben den Oberlandesgerichten in Münster, Paderborn und dem Hofgericht in Arnsberg eines der vier staatlichen Obergerichte der preußischen Provinz Westfalen. Im Hammer Oberlandesgerichtsbezirk wohnten ca. 300.000 Einwohner.
Von Rappard, 1820 im Alter von 71 Jahren zum Oberlandesgerichtspräsidenten berufen, trat zum 30. Juni 1830 in den Ruhestand. Ihm folgte am 4. Dezember 1830 Christian Friedrich Bernhard von Steltzer, der bereits am 28. März 1831 als Präsident an das Oberlandesgericht Halberstadt wechselte und von dem nicht bekannt ist, ob er jemals am Oberlandesgericht in Hamm tätig war. Das Hammer Präsidentenamt übernahm dann am 9. Mai 1831 der 51-jährige Karl August Ferdinand von Scheibler. Dieser wechselte zum 1. Oktober 1840 als Präsident an das Oberlandesgericht nach Münster und übernahm dort auch die Leitung des Revisionskollegiums, an das seinerzeit nach erstinstanzlichen Entscheidungen des Oberlandesgerichts Hamm zu appellieren war. Johann Heinrich Wilhelm Lent, zuvor Vizepräsident beim Oberlandesgericht in Münster, wurde am 1. Oktober 1840 als Nachfolger von Scheiblers zum Oberlandesgerichtspräsidenten in Hamm ernannt. Er sollte das Amt bis zu seinem Tode am 12. Februar 1868 nahezu 28 Jahre ausüben und war damit Präsident mit der längsten Amtszeit in der Geschichte des Oberlandesgerichts Hamm.
Dem Oberlandesgericht Hamm waren folgende Gerichte nachgeordnet:
| Typ                       | Gericht                                                                     | Sitz             | Anmerkungen                                                   |
| ------------------------- | --------------------------------------------------------------------------- | ---------------- | ------------------------------------------------------------- |
| Staatliche Gerichte       | Land- und Stadtgericht Altena                                               | Altena           |                                                               |
| Staatliche Gerichte       | Land- und Stadtgericht Bochum                                               | Bochum           | mit der Gerichtskommission Schwerte                           |
| Staatliche Gerichte       | Land- und Stadtgericht Dortmund                                             | Dortmund         |                                                               |
| Staatliche Gerichte       | Land- und Stadtgericht Duisburg                                             | Duisburg         |                                                               |
| Staatliche Gerichte       | Land- und Stadtgericht Emmerich                                             | Emmerich         | später wurde die Gerichtskommission Rees eingerichtet         |
| Staatliche Gerichte       | Land- und Stadtgericht Essen                                                | Essen            | mit der Gerichtskommission Werden                             |
| Staatliche Gerichte       | Land- und Stadtgericht Hagen                                                | Hagen            |                                                               |
| Staatliche Gerichte       | Land- und Stadtgericht Hamm                                                 | Hamm             |                                                               |
| Staatliche Gerichte       | Land- und Stadtgericht Hattingen                                            | Hattingen        |                                                               |
| Staatliche Gerichte       | Land- und Stadtgericht Iserlohn                                             | Iserlohn         | später wurde die Gerichtskommission Menden eingerichtet       |
| Staatliche Gerichte       | Land- und Stadtgericht Lüdenscheid                                          | Lüdenscheid      | später wurde die Gerichtskommission Meinerzhagen eingerichtet |
| Staatliche Gerichte       | Land- und Stadtgericht Plettenberg                                          | Plettenberg      |                                                               |
| Staatliche Gerichte       | Land- und Stadtgericht Schwelm                                              | Schwelm          |                                                               |
| Staatliche Gerichte       | Land- und Stadtgericht Soest                                                | Soest            |                                                               |
| Staatliche Gerichte       | Land- und Stadtgericht Unna                                                 | Unna             |                                                               |
| Staatliche Gerichte       | Land- und Stadtgericht Wesel                                                | Wesel            | später wurde die Gerichtskommission Dinslaken eingerichtet    |
| Standesherrliche Gerichte | Königliches und Fürstlich Lippesches Gesamtgericht Lippstadt                | Lippstadt        | später Oberlandesgericht Arnsberg                             |
| Staatliche Gerichte       | Berggericht Bochum                                                          | Bochum           |                                                               |
| Staatliche Gerichte       | Berggericht Essen                                                           | Essen            |                                                               |
| Standesherrliche Gerichte | Standesherrliches Gericht des Fürsten von Bentheim                          | Limburg          |                                                               |
| Standesherrliche Gerichte | Fürstliches Gericht der Herrschaft Broich                                   | Broich           |                                                               |
| Staatliche Gerichte       | Gerichte in den Bundesfestungen für Zivilsachen der preußischen Besatzungen | Luxemburg, Mainz |                                                               |

### 1849 bis 1879
Die Revolutionsjahre 1848/1849 führten auf der Grundlage der oktroyierten Verfassung des preußischen Königs zu bedeutsamen Veränderungen in der preußischen Gerichtsverfassung und im Gerichtsverfahren. Die preußischen Oberlandesgerichte erhielten die Bezeichnung „Appellationsgericht“, was zum Ausdruck brachte, dass sie nur noch Rechtsmittelgerichte waren. In erster Instanz traten kollegiale Kreisgerichte an die Stelle der mit Einzelrichtern besetzten früheren Land- und Stadtgerichte. Zu dem in seiner Größe unveränderten Bezirk des Appellationsgerichts Hamm gehörten fortan 10 Kreisgerichte in Bochum, Dortmund, Duisburg, Essen, Hagen, Hamm, Iserlohn, Lüdenscheid, Soest und Wesel. Die Anzahl der Einwohner im Gerichtsbezirk war mittlerweile auf ca. 515.000 gestiegen, eine Folge der beginnenden Industrialisierung im Ruhrgebiet. Am 4. Juli 1870 feierte das Appellationsgericht Hamm sein fünfzigjähriges Bestehen in Hamm. Der Westfälische Anzeiger in Hamm widmete dem Gericht eine vierseitige Festausgabe. Ca. 833.000 Einwohner wohnten jetzt im Bezirk des Hammer Gerichts, das sich zum größten der vier westfälischen Obergerichte entwickelt hatte. Nach dem Tode des Appellationsgerichtspräsidenten Lent am 12. Februar 1868 stand seit dem 1. Juli 1868 Ludwig Hartmann an der Spitze des Gerichts. Zum Kollegium des Appellationsgerichts gehörten 1870 neben Hartmann als Präsident ein Vizepräsident und 16 Appellationsgerichtsräte.

### 1879 bis 1918
Die nach der Gründung des deutschen Reiches am 1. Oktober 1879 in Kraft getretenen Reichsjustizgesetze veränderten erneut die Gerichtsverfassung und das Prozessrecht. In nahezu jeder preußischen Provinz wurde ein Oberlandesgericht eingerichtet. Der Bezirk eines Oberlandesgerichts umfasste die Bezirke neu geschaffener Landgerichte, deren Bezirke sich wiederum aus den Bezirken der ihnen unterstellten Amtsgerichte zusammensetzten. So entstand die Struktur der heute noch gültigen Gerichtsverfassung in der ordentlichen Gerichtsbarkeit.
Um das für die Provinz Westfalen zuständige Oberlandesgericht wurde intensiv gestritten. Neben Hamm meldete insbesondere auch Münster Ansprüche auf den Sitz dieses Obergerichts an. Dem damaligen Präsidenten des Appellationsgerichts Hartmann gelang es, eine Entscheidung zugunsten von Hamm herbeizuführen. Infolge der rasanten industriellen Entwicklung des Ruhrgebiets war der Bezirk des Appellationsgerichts Hamm in den Jahren zuvor zum bevölkerungsreichsten der vier Appellationsgerichtsbezirke geworden. Hinzu kamen die zentrale Lage Hamms in der Mitte der Provinz und die gute Verkehrsanbindung durch zwischenzeitlich ausgebaute Eisenbahnstrecken. Zum Bezirk des Oberlandesgerichts Hamm gehörten ab 1879 8 Landgerichte in Arnsberg, Bielefeld, Dortmund, Duisburg, Essen, Hagen, Münster und Paderborn sowie 108 Amtsgerichte.
Nach dem Tode des ersten Oberlandesgerichtspräsidenten Hartmann am 6. Januar 1882 übernahm der ehemalige preußische Kultusminister Paul Ludwig Adalbert Falk am 1. Juli 1882 das Amt des Oberlandesgerichtspräsidenten in Hamm. Er fand ein seit 1879 aus dem Oberlandesgerichtspräsidenten, vier Senatspräsidenten und 25 Oberlandesgerichtsräten bestehendes Obergericht vor. In seiner Amtszeit wurde 1892 der Landgerichtsbezirk Bochum ins Leben gerufen. In den Jahren 1890 bis 1894 entstand ein neues Gerichtsgebäude am damaligen Friedrichsplatz in Hamm, in das am 4. Juli 1894 das Hammer Oberlandesgericht, das Amtsgericht und die Oberstaatsanwaltschaft einzogen. Auf Falk, der am 7. Juli 1900 in Hamm starb und auf dem Ostenfriedhof in Hamm beigesetzt wurde, folgte Anton Holtgreven als neuer Oberlandesgerichtspräsident. Seine Amtszeit waren die letzten Jahre des Kaiserreichs. Ein auch nach der Abtrennung des Landgerichtsbezirks Duisburg im Jahre 1906 zunehmender Geschäftsanfall ließ die Zahl der beim Oberlandesgericht Hamm tätigen Richter ansteigen. 1905 waren neben dem Oberlandesgerichtspräsidenten bereits sieben Senatspräsidenten und 32 Oberlandesgerichtsräte in der Rechtsprechung des Oberlandesgerichts tätig.

### 1918 bis 1933
Nach dem Ersten Weltkrieg, in dem 27 Beamte der Justizbehörden und Rechtsanwälte des Hammer Bezirks gefallen waren, übernahm 1919 der damalige Reichsgerichtsrat Franz Ludwig Reiff das Amt des Oberlandesgerichtspräsidenten in Hamm. In seine Amtszeit fiel das 100-jährige Oberlandesgerichtsjubiläum, das – den damaligen Verhältnissen Rechnung tragend – in bescheidenem Umfang gefeiert wurde. Im Jahre 1924 löste Paul Jockwer Reiff als Oberlandesgerichtspräsident ab. Bei seinem Eintritt in den Ruhestand galt der Hammer Oberlandesgerichtsbezirk als Musterbezirk.
Im Jahre 1933 richtete die Justizverwaltung den Landgerichtsbezirk Siegen ein. Die zugleich angeordnete Auflösung des Landgerichtsbezirk Arnsberg wurde nach massiven Protesten aus der Region wenige Monate später zurückgenommen.

### Die Zeit des Nationalsozialismus 1933–1945
Zu Beginn des Dritten Reichs wurde Rudolf Schneider Präsident des Oberlandesgerichts Hamm. Seine Auswahl und Ernennung erfolgten zwar bereits vor der nationalsozialistischen Machtergreifung; sie waren nicht Folge einer nationalsozialistischen Juristenkarriere. In den nahezu zehn Jahren seiner Präsidentschaft beim Oberlandesgericht Hamm unterstützte Schneider allerdings den nationalsozialistischen Umbruch von Anfang an vorbehaltlos. Er akzeptierte den Nationalsozialismus als einzige staatliche Ordnungsmacht und war darauf bedacht, seine politische und ideologische Radikalität so weit wie möglich im Bezirk des Oberlandesgerichts umzusetzen.
Unter Schneiders Präsidentschaft stellten sich viele Justizmitarbeiter dem nationalsozialistischen Regime zur Verfügung. So entwickelte sich die Justiz des Oberlandesgerichtsbezirks Hamm zu einer Stütze der nationalsozialistischen Diktatur. Bis zum Jahre 1945 verurteilten allein die politischen Strafsenate des Oberlandesgerichts Hamm mehr als 15.000 Regimegegner wegen „Vorbereitung zum Hochverrat“ oder – nach Kriegsbeginn – auch wegen Wehrkraftzersetzung zu langjährigen Zuchthausstrafen. Ähnlich hart bestraften die dem Oberlandesgericht unterstehenden Sondergerichte in Bielefeld, Dortmund, Essen und Hagen weitere ca. 12.000 Angeklagte nach dem Heimtückegesetz, der Verordnung gegen Volksschädlinge bzw. der Kriegswirtschaftsverordnung. Das Oberlandesgericht Hamm und die Sondergerichte verhängten in dieser Zeit mindestens 350 Todesurteile. Kein anderes deutsches Gericht, auch nicht der berüchtigte Volksgerichtshof in Berlin, urteilte in der Zeit von 1934 bis 1945 mehr Menschen in politischen Verfahren ab, als das Oberlandesgericht Hamm. Rechtsmittel gab es in diesen Verfahren nicht. Internationales Aufsehen erlangten die Wuppertaler Gewerkschaftsprozesse. Neben dem Oberlandesgericht und den genannten Sondergerichten ordneten die Amtsgerichte in ihrer Funktion als „Erbgesundheitsgerichte“ die Zwangssterilisation einer Vielzahl von Frauen, Männern und Kindern an.
Ab 1933 wurden über hundert meist jüdische Justizbeamte im Bezirk des Oberlandesgerichts Hamm aus ihren Ämtern vertrieben, u. a. 36 höhere jüdische Beamte aufgrund des Berufsbeamtengesetzes vom 7. April 1933 und der 1935 in Kraft getretenen Nürnberger Rassegesetze aus dem Dienst entlassen. Bis 1938 verloren 166 Rechtsanwälte durch das Gesetz über den Ausschluss von der Rechtsanwaltschaft ihre wirtschaftliche Lebensgrundlage.
Hans Semler, seit 1943 Nachfolger Schneiders im Amt des Oberlandesgerichtspräsidenten, war überzeugter Nationalsozialist und bereits 1933 ein „alter Kämpfer“ der Bewegung. Deswegen wurde der zuvor im Ostwestfälischen als Rechtsanwalt und Notar tätige Jurist 1936 mit nur 34 Jahren zunächst Generalstaatsanwalt in Hamm und zum 1. März 1943 mit 41 Jahren Präsident des Oberlandesgerichts in Hamm. Hinter beiden Entscheidungen stand die NSDAP als Partei und keine auf die übertragenen Ämter bezogene fachliche Qualifikation Semlers. Auf eigenes Betreiben wurde Semler im September 1944 zur Wehrmacht eingezogen. Sein Amt als Präsident des Oberlandesgerichts Hamm übte er danach nicht wieder aus.
Ab 1943 erschwerten die Ereignisse des Zweiten Weltkrieges die Arbeit im Oberlandesgerichtsgebäude. Anfang des Jahres 1945 kam der Dienstbetrieb völlig zum Erliegen. Mehrfache Bombentreffer hatten das Gerichtsgebäude erheblich beschädigt, im Unterschied zu weiten Teilen der Stadt Hamm aber nicht vollständig zerstört.

### Nach 1945
Ende Mai/Anfang Juni 1945 nahm die Verwaltung des Oberlandesgerichts Hamm einer Anordnung der alliierten Besatzungsmächte folgend ihre Geschäfte wieder auf und bereitete die Wiedereröffnung der Rechtsprechung in den Amts- und Landgerichten des Bezirks sowie beim Oberlandesgericht vor, die bis Ende des Jahres 1945 abgeschlossen war. Der nach Kriegsende von den Besatzungsmächten zum Oberlandesgerichtspräsidenten ernannte Senatspräsident Ernst Hermsen gab sein Amt 1946 wieder auf, nachdem bekannt geworden war, dass er als Vorsitzender zweier Strafsenate des Oberlandesgerichts Hamm in den Jahren 1933 bis 1937 wesentlichen Anteil an der politisch motivierten Strafrechtsprechung hatte.
Auf Hermsen folgte 1946 Josef Wiefels, der dann nahezu 15 Jahre an der Spitze des Hammer Oberlandesgerichts stand. In seine Amtszeit fiel die Vereinigung der Länder Nordrhein-Westfalen und Lippe, in deren Folge der Landgerichtsbezirk Detmold zum Bezirk des Oberlandesgerichts Hamm hinzukam. Wiefels erreichte zudem den Neubau des Oberlandesgerichtsgebäudes an seinem jetzigen Standort an der Heßlerstraße in Hamm, der in den Jahren 1955 bis 1959 verwirklicht wurde. Das alte Gerichtsgebäude am Friedrichsplatz – heute Theodor-Heuss-Platz – wurde von der Stadt Hamm übernommen und wird heute als Rathaus genutzt.
Dem Hammer Oberlandesgerichtsbezirk gehörten in den 1950er Jahren zehn Landgerichte und 111 Amtsgerichte an. Seit Kriegsende ist er der größte Oberlandesgerichtsbezirk der Bundesrepublik Deutschland.
Auf Wiefels folgten in den Jahren 1961 bis 1967 Heinrich Rempe und in den Jahren 1967 bis 1975 Franz Hense als Oberlandesgerichtspräsidenten. In der Amtszeit Henses feierte das Oberlandesgericht am 1. Juli 1970 sein 150-jähriges Bestehen. Die im Wesentlichen bis Mitte der 1970er Jahre vollzogene kommunale Gebietsreform führte zur Auflösung zahlreicher kleiner Amtsgerichte – im Hammer Bezirk blieben 78 bestehen – und zur Neugliederung der Amtsgerichtsbezirke. Das veränderte auch den Zuschnitt der zehn Landgerichtsbezirke, deren Zahl nicht verringert wurde. Der Bezirk des Oberlandesgerichts Hamm blieb ebenfalls erhalten. In ihm lebten 1970 ca. 8.550.000 Einwohner. Beim Oberlandesgericht Hamm arbeiteten seinerzeit 115 Richter in 22 Zivil- und fünf Strafsenaten.
Von 1975 bis 1988 übte Otto Tiebing das Amt des Hammer Oberlandesgerichtspräsidenten aus. In seiner Amtszeit wurden 1977 beim Oberlandesgericht Hamm erstmals Senate für Familiensachen eingerichtet, eine Folge der damaligen Reformgesetzgebung zum Ehe- und Familienrecht. Auch die Anzahl der Zivilsenate nahm aufgrund eines insgesamt steigenden Geschäftsanfalls zu. Da das Gerichtsgebäude an der Heßlerstraße nicht über genügend Räumlichkeiten verfügte, wurden ab 1977 zunehmend Einheiten der Gerichtsverwaltung in im Stadtgebiet angemietete Räumlichkeiten ausgelagert.
Nach Tiebing stand Heinz Palm von 1989 bis 1995 dem Oberlandesgericht Hamm als Präsident vor. In seine Amtszeit fiel die Wiedervereinigung Deutschlands. In den ersten Jahren der deutschen Einheit konnten zahlreiche Kollegen des Hammer Bezirks beim Aufbau der Justiz in dem jungen Bundesland Brandenburg mithelfen. Erst Gero Debusmann, von 1996 bis 2008 Präsident des Oberlandesgerichts Hamm, gelang es, den dringend benötigten Bau zur Erweiterung und Modernisierung des Gerichtsgebäudes an der Heßlerstraße durchzusetzen. Nach rund vierjähriger Bautätigkeit waren die Arbeiten im Jahre 2004 abgeschlossen. Dem Oberlandesgericht und der Generalstaatsanwaltschaft Hamm stehen seitdem ein modernes Justizgebäude mit ca. 35.000 m² Nutzfläche zur Verfügung. Von 2009 bis 2020 wurde das Oberlandesgericht Hamm durch Johannes Keders als Präsident geleitet.
Nach der Zusammenlegung der Amtsgerichte Gelsenkirchen und Gelsenkirchen-Buer zum 1. Januar 2016 zählen nunmehr noch 77 Amtsgerichte zum Oberlandesgerichtsbezirk Hamm.

### Gebäude des Oberlandesgerichts zu Hamm

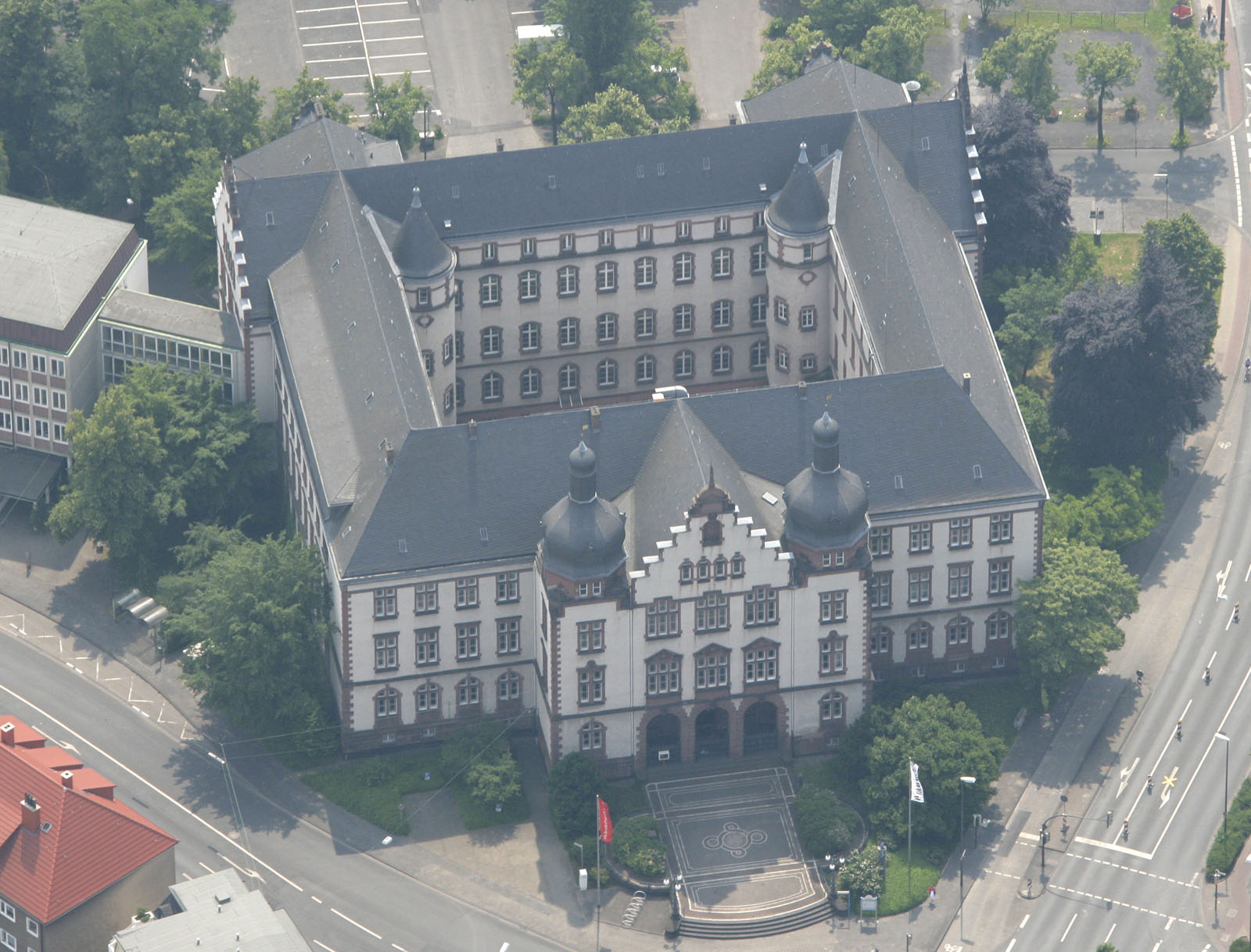
Altes Oberlandesgericht zu Hamm (1894–1957), heute Rathaus der Stadt Hamm

Erste Unterkunft des Oberlandesgerichts in Hamm war das alte Haus der Märkischen Kriegs- und Domänenkammer für die Grafschaft Mark, als deren Hauptstadt Hamm seit 1226 fungiert hatte. Das Gebäude, das ehemalige Stadthaus der Freiherren von Plettenberg zu Heeren (sog. Heeren’sches Haus), befand sich auf der Nordseite des Marktplatzes. Es konnte jedoch erst nach notdürftiger Instandsetzung für 1344 Taler, 11 Groschen und 6 Pfennige 1820 bezogen werden.
Schon bald reichte der Platz im Heeren’schen Haus nicht mehr aus, so dass unter Oberlandesgerichtspräsident Adalbert Falk zwischen 1890 und 1894 ein Neubau südlich der Hammer Altstadt und der Ahse errichtet wurde. Der nach Plänen des Berliner Baurates Karl Friedrich Endell errichtete Neubau gehört damit zu den ältesten staatlichen Gebäuden, die in der Hammer Südstadt errichtet wurden. Die Südstadt entwickelte sich in den folgenden vierzig Jahren zu einem geschlossenen administrativen Zentrum für die Stadt Hamm und die Region. Das alte Heeren’sche Haus wurde nach dem Auszug des Oberlandesgerichts Hamm von der Postverwaltung verwendet und ging später im Stadthauskomplex auf.
Der Neubau des Oberlandesgerichts wurde zwischen 1894 und 1957 genutzt. Ende des Jahres 1958 zog das Oberlandesgericht in einen durch das Anwachsen der Bedeutung und Aufgaben des Oberlandesgerichts erforderlich gewordenen Neubau an der Heßlerstraße um. Der repräsentative Altbau wurde in der Folge von der Stadt Hamm übernommen, die ihn bis heute als ihr Rathaus nutzt.
Das neue Gebäude an der Heßlerstraße wurde von 1999 bis 2004 renoviert und ausgebaut. Dem Oberlandesgericht stehen dort insgesamt 35.000 m² Nutzfläche zur Verfügung.
In einer Nebenstelle an der Gutenbergstraße 1 sind einzelne Abteilungen der Justizkasse Nordrhein-Westfalen untergebracht.

## Leitung
- Friedrich Wilhelm Berthold von Rappard (1820–1830)
- Christian Friedrich Bernhard von Steltzer (1830–1831)
- Karl August Ferdinand von Scheibler (1831–1840)
- Johann Heinrich Wilhelm Lent (1840–1868)
- Ludwig Hartmann (1868–1882)
- Paul Ludwig Adalbert Falk (1882–1900)
- Anton Holtgreven (1900–1919)
- Franz Ludwig Reiff (1919–1924)
- Paul Jockwer (1924–1932)
- Rudolf Schneider (1933–1943)
- Hans Semler (1943–1945)
- Ernst Hermsen (1945–1946)
- Josef Wiefels (1946–1961)
- Heinrich Rempe (1961–1967)
- Franz Hense (1. Juni 1967 bis 31. Januar 1975)
- Otto Tiebing (1. Februar 1975 bis 31. Dezember 1988)
- Heinz Palm (1. Januar 1989 bis 31. Dezember 1995)
- Gero Debusmann (1. Januar 1996 bis 30. November 2008)
- Johannes Keders (3. April 2009 bis 31. August 2020)
- Gudrun Schäpers (seit 5. Juli 2021)

## Gerichtshöfe beim Oberlandesgericht Hamm

### Der Anwaltsgerichtshof des Landes Nordrhein-Westfalen
Der Anwaltsgerichtshof für NRW ist das beim Oberlandesgericht angesiedelte oberste Landesgericht für berufsrechtliche Fragen der Anwaltschaft.
Der Anwaltsgerichtshof hat seinen Sitz bei dem Oberlandesgericht in Hamm und ist mit 13 anwaltlichen und sechs richterlichen Mitgliedern besetzt, die sich auf zwei Senate verteilen. Die Senate tagen jeweils in der Besetzung mit drei anwaltlichen Mitgliedern, darunter die oder der Vorsitzende, und zwei richterlichen Mitgliedern.
Der 1. Senat ist zuständig für Verfahren um die Zulassung, deren Widerruf oder die Rücknahme derselben, einschließlich der Fachanwaltsverfahren sowie aller nach der Verwaltungsgerichtsordnung (VwGO) zu entscheidenden Verfahren, ausgenommen all jener Verfahren, die dem 2. Senat zufallen.
Der 2. Senat dient als Berufungsinstanz für Disziplinarsachen (z. B. Verletzungen der anwaltlichen Berufspflichten) und entscheidet als erste Instanz über Anträge auf gerichtliche Entscheidung von den Anwalt belastenden Verwaltungsakten, für die in der Bundesrechtsanwaltsordnung keine besondere Anfechtungsregelung getroffen worden ist.

### Der Dienstgerichtshof für Richter beim Oberlandesgericht Hamm
Der Dienstgerichtshof für Richter beim Oberlandesgericht Hamm ist das oberste Landesgericht für disziplinarrechtliche und dienstrechtliche Fragen der Richter in Nordrhein-Westfalen. Er ist Berufungsinstanz für Urteile des Dienstgerichtes, das am Landgericht Düsseldorf angesiedelt ist und zuständig als erste Instanz in allen ihm vom Richter- und Staatsanwältegesetz für das Land Nordrhein-Westfalen zugewiesenen Fällen.
In der Besetzung mit einer oder einem Vorsitzenden, zwei ständigen und zwei nichtständigen Beisitzern verhandelt und entscheidet der Dienstgerichtshof über Berufungen gegen Urteile und über Beschwerden gegen Beschlüsse des Dienstgerichtes sowie in allen Fällen, in denen das Richter- und Staatsanwältegesetz für das Land Nordrhein-Westfalen und die danach anzuwendenden Verfahrensvorschriften die Zuständigkeit des Gerichtes des zweiten Rechtszuges anordnen.
Die Mitglieder des Dienstgerichts für Richter setzen sich aus den verschiedenen Zweigen der Gerichtsbarkeit zusammen: Der Vorsitzende und ein ständiger Beisitzer müssen der ordentlichen Gerichtsbarkeit, ihre regelmäßigen Vertreter der Verwaltungsgerichtsbarkeit angehören. Der weitere ständige Beisitzer und deren regelmäßige Vertreter werden jeweils für eine Amtszeit aus den Richtern der Verwaltungsgerichtsbarkeit, Arbeitsgerichtsbarkeit und Sozialgerichtsbarkeit in dieser Reihenfolge bestimmt.

## Besondere Einrichtungen beim Oberlandesgericht Hamm

### Zentrale Zahlstelle Justiz
Nach dem Übergang der Landeskassenaufgaben der Justiz in den Geschäftsbereich des Finanzministeriums trägt die ehemalige „Oberjustizkasse“, später „Justizkasse Nordrhein-Westfalen“, seit dem Jahr 2017 die Bezeichnung „Zentrale Zahlstelle Justiz“. Rund 240 Mitarbeiter sind bei der Zentralen Zahlstelle Justiz tätig. Sie vollstrecken sämtliche Kostenforderungen der Justiz des Landes Nordrhein-Westfalen. Die Zentrale Zahlstelle Justiz ist darüber hinaus zentrale Hinterlegungskasse des Landes Nordrhein-Westfalen und betreut auch weitere landesweite Projekte, z. B. „Elektronische Kostenmarke Nordrhein-Westfalen“.

### Justizprüfungsamt Hamm
Das Justizprüfungsamt Hamm ist eine unabhängige Institution beim Oberlandesgericht Hamm. Es ist neben den beiden anderen nordrhein-westfälischen Justizprüfungsämtern in Düsseldorf und Köln für die Organisation und Abwicklung der staatlichen Pflichtfachprüfung zuständig. Diese bildet gemeinsam mit dem universitären Teil die das Studium der Rechtswissenschaften abschließende erste Prüfung, das frühere erste juristische Staatsexamen.

### Datenauswertungszentrum der Justiz Nordrhein-Westfalen
Das ebenfalls beim Oberlandesgericht Hamm angesiedelte Datenauswertungszentrum ist eine der Dienstaufsicht des Präsidenten des Oberlandesgerichts und der Fachaufsicht des Ministeriums der Justiz des Landes Nordrhein-Westfalen unterstehende Einrichtung. Sie befasst sich vor allem mit der Aufbereitung, Auswertung und Analyse steuerungsrelevanter statistischer Daten für die Justiz.

### Zentrum für integriertes Rechnungswesen
Bei den Oberlandesgerichten Hamm und Düsseldorf ist ein „Zentrum für integriertes Rechnungswesen mit dem System EPOS.NRW in der Justiz des Landes Nordrhein-Westfalen (ZefiR)“ eingerichtet.
Das Zentrum für integriertes Rechnungswesen dient der technischen Unterstützung und fachlichen Sicherstellung eines koordinierten Betriebs des Programms EPOS.NRW in den Budgeteinheiten der Justiz (mit Ausnahme des Justizvollzugs). Die Organisation und der Betrieb des ZefiR sind eine gemeinsame Aufgabe der Oberlandesgerichte Hamm und Düsseldorf. Die Leitung des ZefiR wurde dem Oberlandesgericht Hamm übertragen. Die Fachaufsicht über das Zentrum für integriertes Rechnungswesen obliegt dem Ministerium der Justiz des Landes Nordrhein-Westfalen.

### Kompetenzzentrum für Informationssicherheit
Auch beim Kompetenzzentrum für Informationssicherheit der Justiz Nordrhein-Westfalen handelt es sich um eine beim Oberlandesgericht Hamm eingerichtete, der Fachaufsicht des Ministeriums der Justiz des Landes Nordrhein-Westfalen unterstehende Einrichtung. Seine Aufgabe ist es, das Ministerium der Justiz des Landes Nordrhein-Westfalen bei der Entwicklung und Umsetzung von Maßnahmen der Informationssicherheit zu unterstützen.

### IT-Betriebsstelle
Der der Präsidentin des Oberlandesgerichts Köln unterstehende zentrale IT-Dienstleister (ITD) ist mit dem Dezernat ITD 6 „Zentrale IT-Betriebsstelle und Betriebsvorbereitung“ im Gebäude des Oberlandesgerichts Hamm untergebracht. Diesem Dezernat gehören auch die Mitarbeiter des ehemaligen Validierungszentrums (VZ) an, die mit ihrem Wechsel zum ITD seit dem 1. März 2017 mit dem Aufbau und Betrieb der zentralen IT-Betriebsstelle und der Betriebsvorbereitung befasst sind.